# Línea de base (medio ambiente)
Se entiende por línea de base, en los estudios de impacto ambiental, a la descripción de la situación actual, en la fecha del estudio, sin influencia de nuevas intervenciones antrópicas. En otras palabras es la fotografía de la situación ambiental imperante, considerando todas las variables ambientales, en el momento que se ejecuta el estudio. Se consideran todos los elementos que intervienen en una evaluación de impacto ambiental y una situación crítica, reseñando actividad humana actual, estado y situación de la biomasa vegetal y animal, clima, suelos, etc.
A partir de esta situación se evalúa, en las etapas posteriores del EIA, las modificaciones, positivas y negativas de las intervenciones en examen, considerando también, en todos los casos, la denominada variante cero, alternativa cero, proyecto cero, o en otras palabras, la opción de no hacer nada.
- Datos: Q16685852